# At-Tayba
At-Tayba, en arabe : خربة الطيبه, est un village du gouvernorat de Jénine en Palestine, dans le nord de la Cisjordanie. Il est situé à 2 kilomètres à l'est de Umm al-Fahm, ville israélienne. Selon le recensement du Bureau central palestinien des statistiques, la localité compte une population de 2 215 habitants en 2017.